# Billy Hart
Billy Hart (29. november 1940 i Washington, D.C., USA) er en amerikansk jazztrommeslager. 
Hart hører til en af de ledende jazztrommeslagere i den moderne jazz. Han har spillet med
Herbie Hancock, McCoy Tyner, Miles Davis, Wayne Shorter, Joe Zawinul,
Eddie Harris, og Stan Getz.
Hart har også ledet egne grupper gennem årene, og indspillet en række plader i eget navn.

## Galleri
Billy Hart i Aarhus i samspil med Mads Vinding  og Jean-Michel Pilc (Fotos: Hreinn Gudlaugsson).

## Diskografi
- Enchance
- Oshumare
- Rah
- Amethyst
- Oceans of Time
- Quartet
- Route F